# Firlej (Adelsgeschlecht)

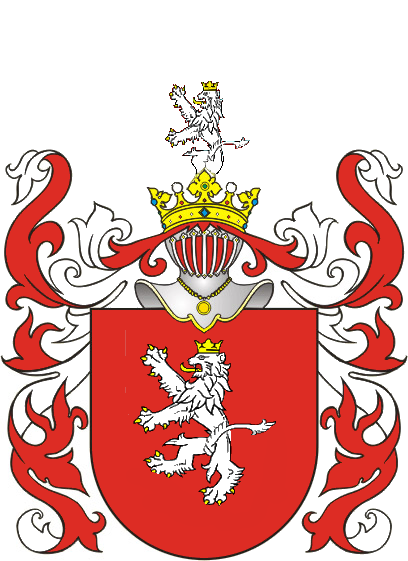
Das Adelswappen der Familie Firlej Wappengemeinschaft Lewart

Der Name Firlej ist der Name eines polnischen Hochadelsgeschlechtes.
Das Geschlecht Firlej wird erstmals im Jahr 1317 erwähnt. In Polen siedelte sich die Familie im Raum Großpolen an.
Der Name Firlej leitet sich aus dem Deutschen firlejer ab. Über die Zeit hat sich die Familie mit vielen anderen polnischen Adelsgeschlechtern verbunden, zum Beispiel mit den Potockis, Ossolinskis oder den Opalińskis. 
Durch zahlreiche Ämter wie das des Hetman, Woiwoden oder des Kastellan konnten die Firlejs zu einem der mächtigsten Magnatengeschlechter des 17. Jahrhunderts in Polen aufsteigen.
Das Geschlecht ließ auch zahlreiche Spitäler bauen und gründete Stiftungen.

## Namensträger
- Mikołaj Firlej, Großhetman der Krone, Wojwode von Sandomierz und Starost von Krakau
- Jan Firlej, Kronmarschall, Wojwode von Krakau
- Henryk Firlej, Kanon von Sandomierz, Bischof von Plock